# 白灼蝦

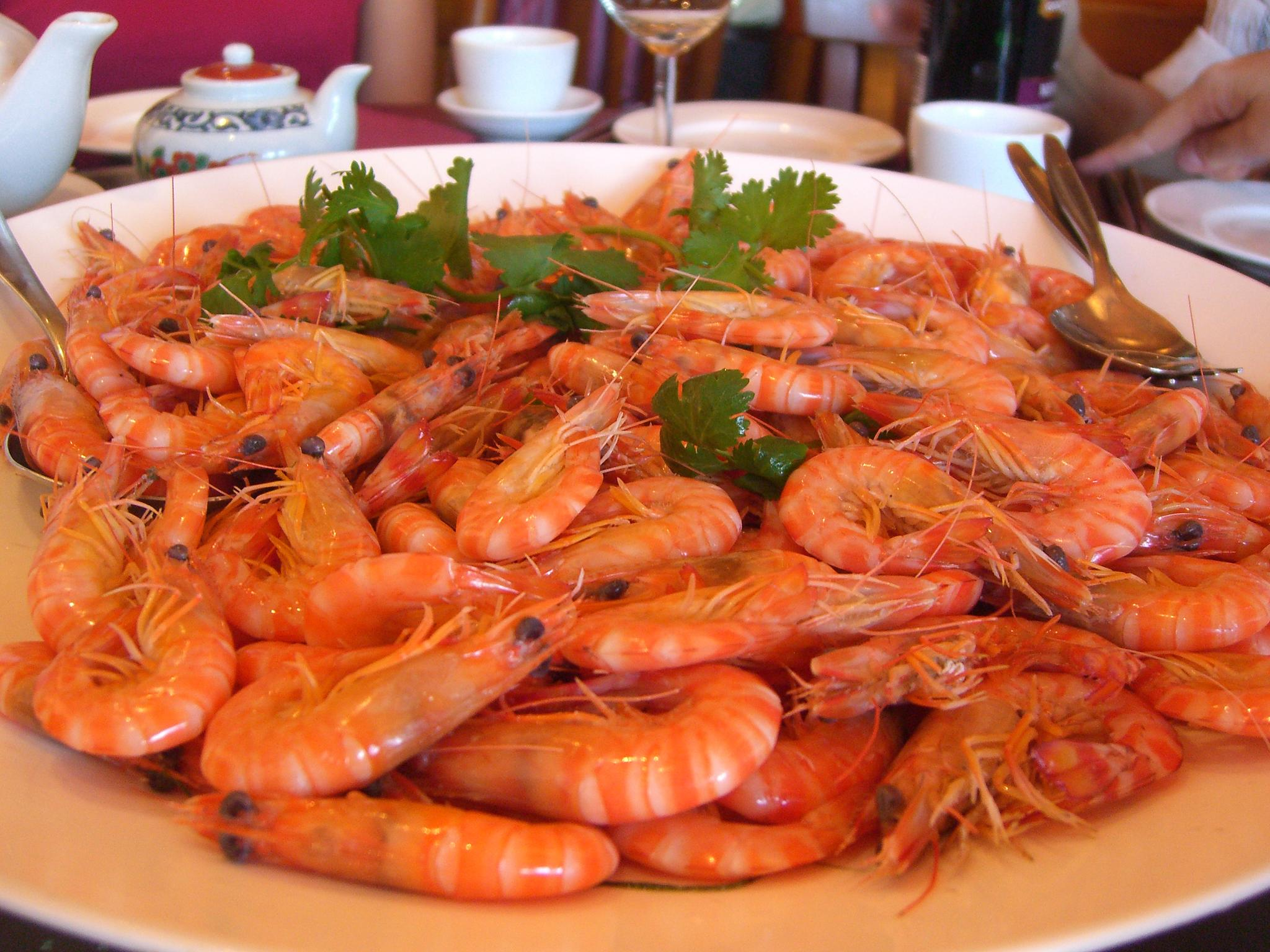
白灼蝦の例（ゆでた後）

白灼蝦（バッチョッハー、中国語: 白灼虾）は、広東、香港のエビ料理。エビをゆでたシンプルな料理である。
広東料理、香港料理の海鮮料理としては定番の一品である。活きエビを調理するのが肝要。
活きエビを茹で、殻を剥き、輪切りした唐辛子を入れた醤油ダレで食す。
茹でる前に活きエビを紹興酒に漬けると酔っ払い海老（酔蝦）になる。